# Зонування у США
Зонування (районування) у США включає різноманітне законодавство про землекористування, що підпадає під адміністративне право державного та місцевих урядів здійснювати владу над нерухомістю, що перебуває у приватній власності. 

## Походження й історія

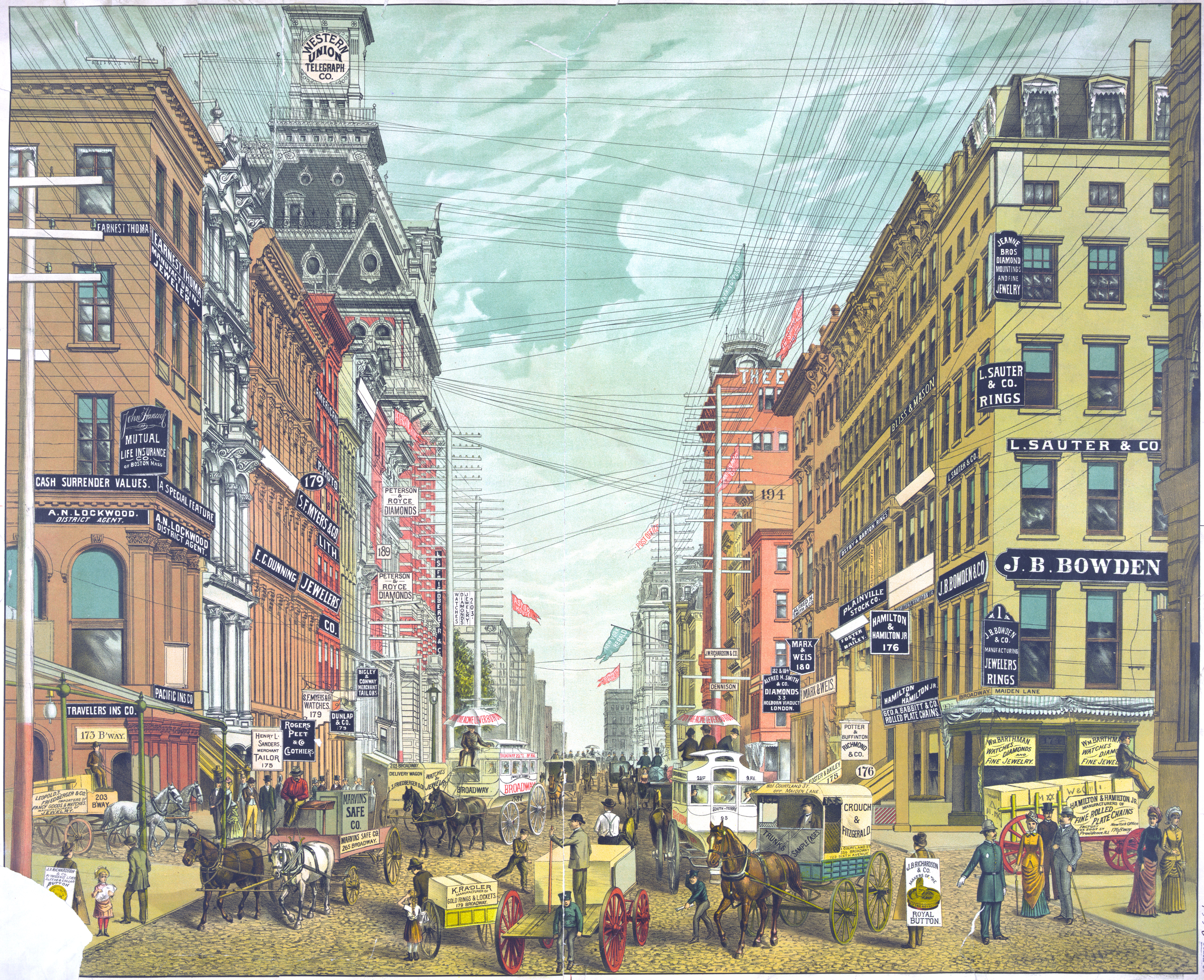
Неприглядні дроти були одними з мішеней агітації про зонування в 19 столітті

У 1860-х роках окремий законодавчий акт заборонив будь-яку комерційну діяльність уздовж проспекту Eastern Parkway у Брукліні, встановивши тенденцію для наступних десятиліть.
У 1916 році місто Нью-Йорк прийняло перші регуляційні акти на рівні всього міста – це була реакція на будівництво Equitable Building (яке досі стоїть за адресою Бродвей, 120). Будівля височіла над житловими будинками поблизу, повністю зайнявши всю площу земельної ділянки у власності забудовника, закриваючи собою вікна сусідніх будинків і зменшуючи доступ сонячного світла для людей довкола.
Ці закони, написані комісією під головуванням Едварда Бассета й підписані мером міста Джоном Пюрроєм Мітчелом, стали чернеткою для зонування у решті країни – частково через те, що Бассет очолював групу юристів із планування, які написали Стандартний акт уможливлення державного зонування, який у 1924 році видав Департамент комерції США і який було прийнято майже без змін більшістю штатів. Вплив цих зонувальних обмежень на форму хмарочосів проілюстрував у знаменитій серії архітектор і ілюстратор Хью Феррісс.
Відповідність зонувальних актів Конституції США було підтверджено у 1926 році. Місцевий землевласник подав у суд на зонувальний припис міста Евклід, штат Огайо – на тій підставі, що обмеження використання власності суперечить Чотирнадцятій поправці до Конституції США. Хоча цей припис і було спершу визнано неконституційним судами нижчих інстанцій – зрештою, конституційність зонувального припису було підтверджено Верховним Судом США у справі “Евклід, штат Огайо проти Ambler Realty Co”.
До кінця 1920-х років у більшості країни було розроблено ряд зонувальних законів, які відповідали місцевим потребам.
Місто Нью-Йорк продовжило розробку складніших зонувальних приписів, що включали регулювання співвідношення між кількістю поверхів і площею будівлі, права на повітря та інші відповідно до особливих потреб районів залежно від густоти населення.
Хьюстон є унікальним серед міст у США з великим населенням у тому, що в місті немає зонувальних приписів. Голосувальники Хьюстона відкинули спроби запровадити зонування у 1948, 1962 та 1993 роках. У народній думці, “Хьюстон є Хьюстоном” через брак законів про зонування. Втім, великі міста по всьому “Сонячному поясі” новіші, ніж інші міські зони – такі як Нью-Йорк, Бостон, Чикаго, Філадельфія, Детройт, Клівленд, Сент-Луїс і Сан-Франциско. Внаслідок цього міста Сонячного поясу відчули на собі зростання населення вже під час доби автомобіля. Найбільші з цих міст – такі як Лос-Анжелес, Атланта, Маямі, Тампа, Даллас, Фенікс і Канзас-Сіті – зазнали розростання площі, подібного до Хьюстона, попри те, що в них існують системи зонування. Однак слід зазначити, що розростання міст в окрузі Лос-Анжелес існувало й до запровадження зонувальних законів у 1950-х. Крім того, багато територій у приватній власності у Хьюстоні підлягають “фактичним обмеженням”, які обмежують майбутнє використання землі, та які мають подібні ефекти, як зонувальні системи. Муніципальний кодекс Хьюстона також долучився до розростання міста і збільшення його залежності від автомобілів, вимагаючи існування великих мінімальних розмірів парковки для мешканців і великих комерційних парковок. Широкі дороги та довгі квартали ще більше заважають прогулянках по Хьюстону пішки.[

## Обсяг

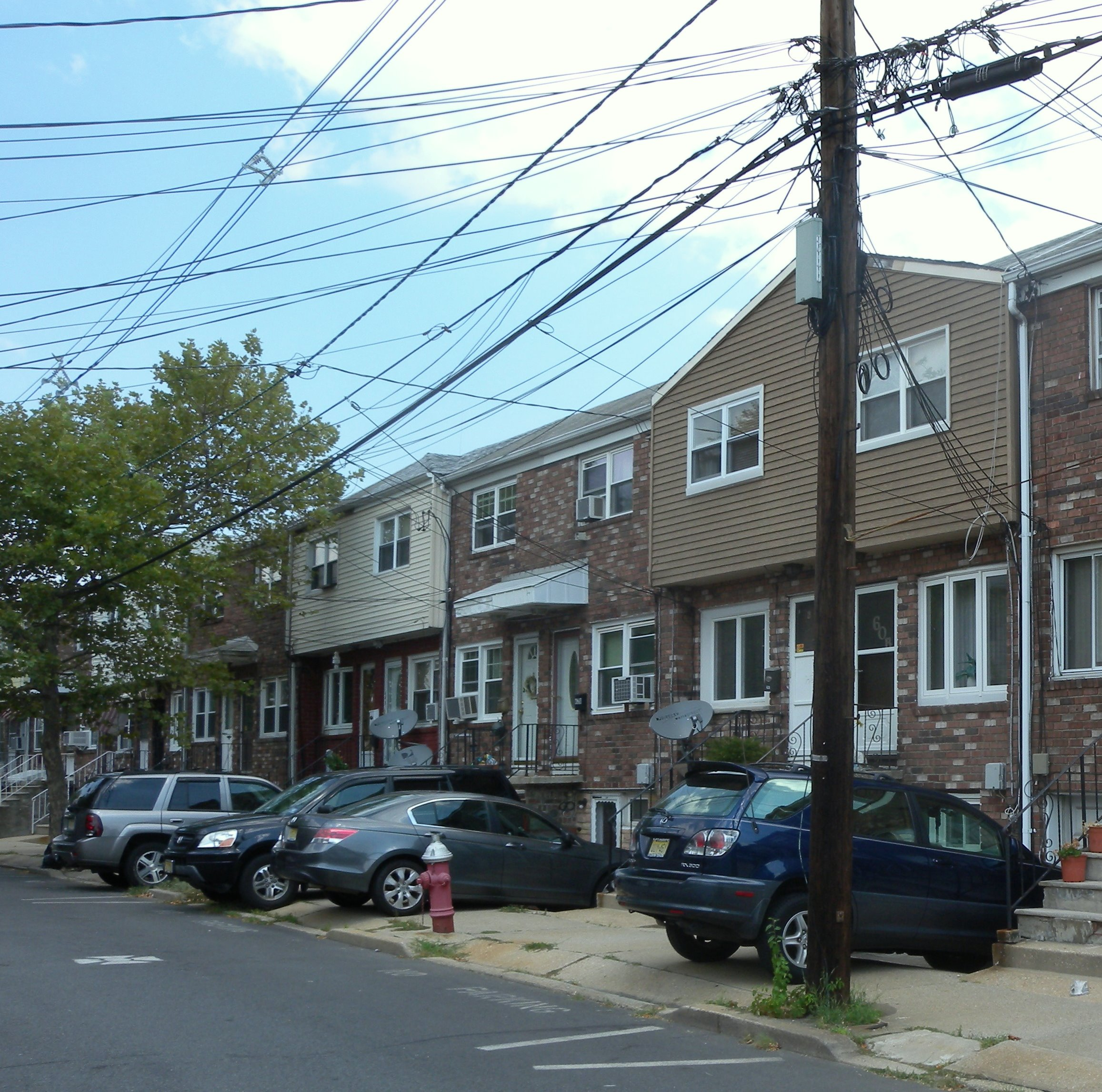
Часом спосіб парковки передбачено нормативними актами

Теоретично, основною метою зонування є відокремлення замлекористування, яке вважається неприйнятним. Утім, на практиці зонування використовується як дозвільна система для запобігання шкоди від нового розвитку території для мешканців і компаній, що вже існують. Зонування зазвичай здійснює місцева влада – округи та муніципалітети, хоча схему зонування за допомогою закону про уможливлення зонування визначає штат. Федеральні землі не підлягають контролю з боку штатів.
Зонування може включати регулювання видів діяльності, які прийнятні на певних ділянках (відкриті простори, житлова, сільськогосподарська, комерційна чи індустріальна), щільності, із якою можна виконувати цю активність (він будинків низької щільності, як хати для однієї сім’ї, до високої щільності, як висотні багатоквартирні будинки), щодо висоти будівель, простору, яку можуть займати структури, розміщення будівель на ділянці, пропорцій типів простору на ділянці (наприклад, скільки має займати газон і скільки забетоновано), та скільки місць для паркування має бути забезпечено. Деякі комерційні зони визначають, які типи продуктів можуть продаватись у конкретних крамницях.

Більшість систем зонування мають процедуру для надання права на винятки – зазвичай через труднощі у зв’язку з особливою природою відповідної нерухомості. Втім, більшість законів про зонування забороняють місцевій владі, що ним займається, займатися точковим зонуванням – оскільки це підірве саму мету схеми зонування
Зведення законів про зонування відрізняються за юрисдикцією. Наприклад, житлові зони може бути позначено як R1 (від residential – житловий) для окремих будинків, R2 для будинків на дві сім’ї, R3 для багатоквартирних будинків. Ще один приклад – R60 може позначати мінімальну ділянку в 60 тисяч квадратних футів (близько 50 соток) для одного будинку, а R30 означатиме вдвічі менші ділянки.

## Конституційні виклики
Були великі судові позови проти правил зонування. У 1926 році Верховний Суд США підтримав конституційність права штатів на зонування, обов’язкове для дотримання власниками земельних ділянок. Це була справа “Евклід, штат Огайо проти Ambler Realty Co.”. Селище зонувало ділянку землі, якою володіла компанія Ambler Realty, як житловий район. Компанія стверджувала, що вона втратить гроші, бо інакше її землю можна було б здати в оренду промисловим користувачам і отримати значно більше грошей, ніж при здачі як житлової ділянки. Селище Евклід перемогло, і було встановлено прецедент на користь місцевого запровадження законів про зонування.
У своєму рішенні Верховний Суд прийняв аргументи захисників зонування, що воно відповідало двом суттєвим потребам. По-перше, зонування є покращенням закону про незавдання клопоту іншим – адже воно передбачає, що певні типи землекористування є несумісні з іншими типами користування у конкретному районі. Інший аргумент – що зонування є необхідним інструментом у міському плануванні.
Випадок селища Евклід був “лицьовим” запереченням, тобто було поставлено під питання конституційність усієї схеми регулювання за будь-яких обставин. Верховний Суд США виправдав такі регулювання, ствердивши, що спільнота має право застосовувати розумні закони для того, щоб не допустити свиню в їдальню, навіть якщо спині й не заборонено перебувати на території спільноти в цілому.
Від часів випадку селища Евклід, більше не існувало лицьових викликів загальній схемі. До кінця 1920-х років більша частина країни розробила ряд регуляторних актів про районування, що відповідали потребам місцевості.

### Збір
Починаючи з 1987 року, Верховний Суд США у кількох випадках виніс присуди проти регулювання землекористування, визнавши такі регулювання збором, який вимагає справедливої компенсації відповідно до П’ятої поправки до Конституції. У випадку 
“Англійська євангелічна лютеранська церква проти округу Лос-Анжелес” було визначено, що навіть тимчасовий збір може вимагати компенсації. У випадку “Ноллан проти Комісії з узбережжя Каліфорнії” було визначено, що вимоги на дозвіл на будівництво, які не відповідають авторизованим цілям Комісії з узбережжя, вимагають компенсації. Випадок “Лукас проти Ради з узбережжя Південної Каліфорнії” визначив, що численні побоювання щодо стану довкілля – недостатні, щоб заборонити забудову, не надавши компенсації. Випадок “Долан проти міста Тайгард” визначив, що умови дозволу повинні більш-менш відповідати впливу запропонованої забудови.
Втім, перемоги землевласників переважно було обмежено Верховним Судом США, хоча й слід мати на увазі вищу силу рішень цього суду. Кожне рішення на користь землевласників ґрунтується на фактах конкретного випадку, так що рішення про регуляторний збір, прийняте на користь землевласника, є не більш ніж міражем землевласників.
Навіть тенденція у Верховному Суді США зараз, мабуть, змінилася на протилежну – після присуду 2002 року щодо випадку “Рада збереження Тахое-Сьєрра проти Регіонального агентства з планування Тахое”. Суддя Сандра Дей о’Коннор, яка раніше виступила на користь землевласника, приводячи рахунок голосів до 5-4, тепер стала на інший бік на користь уряду, який відклав забудову на понад 20 років через те, що сам уряд сумнівався щодо висловленого занепокоєння щодо якості води в озері Тахое.

### Рівний захист
Окремі закони про зонування у деяких інших випадках у США було скасовано, коли було визнано, що закони не застосовувалися рівно щодо всіх (порушували право на рівний захист), або було визначено, що вони порушують право на вільне висловлення позиції. У передмісті Атланти, місті Росвелл, штат Джорджія, було скасовано в суді постанову, що забороняла білборди – саме на цій підставі. Тепер місто Росвелл, штат Джорджія запровадило новий припис щодо знаків, який регулює написи на білбордах виключно на основі розмірів і естетики, а не на основі тлумачення їхнього змісту.

### Релігійні практики
В інших випадках, релігійні організації намагались обійти закони про зонування на основі Акту 1993 року про релігійну свободу. Зрештою Верховний Суд виніс присуд проти конституційності застосування цього акту у випадку “Місто Берно проти Флорес 521 (1997 рік). Втім, у 2000 році Конгрес США ввів у силу Акт про релігійне землекористування та користування юридичними особами, намагаючись виправити проблеми з конституційністю попереднього акту. У 2005 році у випадку “Каттер проти Вілкінсона” Верховний Суд США визначив, що новий акт відповідає конституції при застосуванні до юридичних осіб, але ще не вирішено питання про його конституційність при застосуванні до релігійного землекористування.

## Типи
Законодавство про зонування змінювалось із роками слідом за зміном теорії міського планування, політичних пріоритетів і законодавчих обмежень. Різні підходи до зонування можна поділити на чотири широкі категорії: евклідівське зонування, зонування за досягненням, зонування як стимул, а також на основі дизайну.

### Евклідівське

#### Конвенційне
Назване за типом законодавства про зонування, прийнятого в місті Евклід, штат Огайо. Наразі законодавство про зонування евклідівського типу домінують у США, воно широко використовується як у маленьких містечках, так і в великих містах.

#### Стандартне евклідівське
Також відомо як зонування за “будівельними кварталами”. Його характеризує розподіл землекористування за окремими географічними районами – встановлення різних обмежень на величину забудови, яка дозволена на ділянка в межах кожного типу району.
Типові райони за видом землекористування при евклідівському зонуванні: житлове (для однієї родини), житлове (для багатьох родин), комерційне, промислове. Зазвичай користування всередині кожного району детально прописане для виключення інших типів використання. Скажімо, в житлових кварталах не дозволено комерційне чи промислове землекористування.
Може бути дозволено деякі “додаткові” чи “обумовлені” типи використання, щоб забезпечити потреби основних користувачів. Стандарти розмірів застосовуються до будь-яких структур, збудованих на ділянках усередині кожного району. Зазвичай вони включають розташування на ділянці (біля дороги чи в глибині), обмеження за висотою, мінімальний розмір ділянки, обмеження забудови кожної ділянки та інші обмеження щодо будівництва.
Багато міст надають перевагу евклідівському зонуванню з огляду на його відносну ефективність, легкість застосування (один ряд прямих, неоднозначних правил), давній легальний прецедент (див. вище), а також знайомість із цим зонуванням планувальників та професійних дизайнерів і забудовників.
Втім, евклідівське зонування було піддано значній критиці з огляду на брак гнучкості та за інституціоналізацію нині застарілої теорії планування. Відокремлення різних видів землекористування призводить до надмірного розростання міст і до неощадливого використання землі, до надміру відкритого простору, великої ціни інфраструктури й необхідність покладатися на автомобілі.

#### Евклідівське ІІ
Зонування евклідівське ІІ використовує традиційну евклідівську класифікацію районів – промислові, комерційні, багатородинні, житлові тощо – але розміщує їх у ієрархічному порядку, одні класи зонування ставлячи всередині інших. Так, наче додає пласкому евклідівському зонуванню третього виміру. Наприклад, багатоповерхові будинки дозволено не тільки у районах з відповідним зонуванням, але й у комерційних та промислових зонах. Захист цінності землі підтримується стратифікацією районів на рівні відповідно до їхнього розміщення в міському суспільстві – місцевий рівень, районний рівень, міський рівень, регіональний рівень.
Зонування евклідівське ІІ також інкорпорує у свою матрицю транспорт і комунікації як нові райони зонування, ділячи зонування на три категорії: публічне, напівпублічне та приватне.
Крім того, всі дозволені види діяльності та види за зонуванням евклідівським ІІ прямо пов’язане з будівельним законодавством штату, Municode та Північноамериканською промисловою системою класифікації (NAICS), забезпечуючи однорідність у межах штату.
Зонування евклідівське ІІ плекає концепції змішаного землекористування, нового урбанізму та “найвищого й найкращого використання”. Крім того, воно спрощує всі класифікації зонування за єдиним набором видів діяльності. Досить легко перейти від більшості систем класифікації зонування до евклідівської ІІ.

### Розумне зонування
Розумне зонування (або розумне кодування) є альтернативою евклідівському зонуванню. Є ряд різних технік для здійснення розумного зонування. Пливкі зони, кластерне зонування та планова забудова району можливі навіть за існування конвенційного евклідівського законодавства – або ж конвенційне законодавство повністю можна замінити розумним кодуванням, як це пропонує місто Маямі.
Для досягнення або конвенційного розподілу видів землекористування, або для більш екологічно відповідального Традиційного Розвитку Району, залежно від способу написання законодавства, може бути використано три наступні техніки.

### Пливкі зони
Пливкі зони означають опис характеристик зони та вимог для її встановлення – але розміщення зони залишається невизначеним, поки рада міста не визначить, що існують можливості для започаткування зони такого типу в певній місцевості.
Коли критерії для пливкої зони здійснено, пливка зона припиняє “пливти” і її створюють відповідними приписами. Деякі штати, такі як Нью-Йорк і Меріленд, дозволяють цей тип зонування – тоді як штати, як, наприклад, Пенсильванія, не дозволяють це, вважаючи прикладом точкового зонування.[7] 
Для затвердження пливкої зони, генеральний план повинен дозволяти пливкі зони, або принаймні вони не повинні суперечити генеральному плану. Крім того, рішення про їх запровадження не повинно бути довільним або нерозумним. Загалом, пливка зона легше запроваджується і краще захищена від судових суперечок, якщо вона несуттєво відрізняється від решти зонованої території, посеред якої встановлено цю нову пливку зону.

### Кластерне зонування
Кластерне зонування дозволяє розмістити житлові будівлі тіснішими кластерами, ніж дозволені зазвичай, щоб зменшити кількість невикористаної землі, яка залишається порожнім простором.

### Планова забудова району
Планова забудова району – це кластерне зонування, що дозволяє змішане землекористування, включно з певним комерційним або легким промисловим користуванням, щоб змішати традиційне середовище центру міста з житловим передмістям. Втім, дехто стверджує, що така планова забудова району може бути прикриттям для привнесення комерційного та промислового використання землі, заборонених зонувальним законодавством штату. Але деякі суди визначили, що “прикриття” є “довільним зловживанням” адміністративною владою.

### Досягнення
Зонування за досягненням, також відоме як “планування на основі наслідків”, використовує критерії, орієнтовані на досягнення або цілі, як параметри для оцінки запропонованих проектів забудови в будь-якій частині міста.
Зонування за досягненням часто використовує систему “очок”, за якою забудовник території може заробляти “кредити” для досягнення встановлених цілей зони, обираючи варіанти з “меню”. Деякі приклади: зменшення впливу на довкілля, створення зручностей для громадськості, побудова бюджетних квартир у будинку тощо.
Зонування за досягненням апелює до людей через його високий рівень гнучкості, раціональності, прозорості та відповідальності. Зонування за досягненням не має довільної природи евклідівського підходу та краще поєднує принципи ринку та приватної власності з захистом довкілля.
Втім, зонування за досягненням може бути надзвичайно важким у запровадженні та може вимагати активної діяльності з боку органу влади, що повинен здійснювати нагляд. З цієї причинит цей вид зонування не прийнятий у США широко – зазвичай він обмежений окремими категоріями місцевостей усередині ширшого зведення.

### Стимули
Зонування на основі стимулів вперше було запроваджено у Чикаго та Нью-Йорку, з метою створити систему на основі винагород, що мала б спонукати до забудови, яка відповідає цілям, встановлених планом розвитку міста.[9] 
Зазвичай встановлюється базовий рівень обмежень на забудову – а також великий список стимулів для забудовника з тим, щоб він міг прийняти їх або не прийняти на власний розсуд.
Шкала винагород, пов’язана зі стимулами, робить так, щоб самі забудовники були схильні прийняти їх. Поширені приклади: бонуси на можливий відсоток забудови ділянки за умови створення дешевого житла; або бонуси на висоту будівлі за умови включення громадських закладів у проект.
Зонування на основі стимулів здобуває поширення по всіх Сполучених Штатах упродовж останніх 20 років.
Зонування на основі стимулів дає високий рівень гнучкості, але може бути складним у здійсненні. Чим більше забудовник користається з запропонованих критеріїв, тим ретельніше слід за ним наглядати.

## Обмеження та критика
Зонування землекористування – інструмент для виправлення певних соціальних недоліків і частина ширшої концепції соціальної інженерії. Втім, поширеною є й критика зонування, а його ефективність як інструменту для спонукання до одних соціальних змін та боротьби з іншими – суперечлива. Так, виборці в техаському місті Хьюстон тричі відмовилися від запровадження зонування на референдумах – у 1948, 1962 та 1993 роках.

## Введення в оману
Зазвичай чинні забудови не зазнають впливу нових законів про зонування, оскільки закон не має зворотної сили. Внаслідок цього, зонування може впливати тільки на нові забудови у спільноті, що зростає.
Крім того, якщо зонується незабудована земля з метою дозволити забудову, ця земля стає відносно дорогою, змушуючи забудовників шукати землю, яка не була зонована, а потім самим добиватися перезонування купленої землі. Внаслідок цього спільноти зазвичай не зонують землю заздалегідь, поки цього не попросить забудовник і не представить підходящого плану. Забудова за такою практикою видається точковою та некоординованою.
Міста намагають здійснити вплив на час забудови, витрачаючись із бюджету на нові вулиці, каналізацію та інші комунікації, бажані для сучасної забудови. Але розвиток міжміських та федеральних доріг для цілей, непов’язаних із запланованим розвитком міста, створює гарячку з забудови відносно дешевої землі біля розв’язок і з’їздів з траси.
Багато спільнот відкидають власні координовані плани та перезоновують незабудовану землю під комерційні торгові заклади з метою отримати прибуток у вигляді податку з продажу.
У штаті Колорадо місцева влада має право не здійснювати власні зонувальні проекти. Це називається вибіркове запровадження закону.

## Естетична
Детально розроблені принципи в законодавстві про зонування можуть змушувати до однорідного прийняття (часом ненавмисне негативних) однакових естетичних критеріїв у всіх нових будівлях – просто з огляду на негнучкість приписів про зонування.
Це може призводити до міських масив, у яких домінують безглузді чи незграбні будівельні конфігурації. Прикладом стало запровадження дедалі складніших малоповерхових багатородинних житлових будинків у місті Сієтл, штат Вашингтон.

## Соціальна
Більш віднедавна, планувальники та науковці (скажімо, Джейн Джейкобс) критикують зонування як джерело нових соціальних негараздів – включно з розростанням території міста, великою відстангю житлових кварталів від місця роботи, та зростання “культури автомобілів”.
Деякі міста почали заохочувати забудову щільніших, більш однорідних кварталів зі змішаним користуванням, які забезпечують можливість ходити пішки чи їздити велосипедами на роботу чи за покупками.
Втім, будинок для однієї родити й автомобіль – це значні частини “Американської мрії”, й закони про зонування це часто відображають. У деяких містах будинки, в яких немає вбудованого гаража, вважаються “неповноцінними” й підлягають перебудуванню.
Рухи, що не схвалюють зонування – такі як Новий Урбанізм і Розумне Зростання – зазвичай намагаються примирити ці конкуруючі вимоги.

## Виключення
Зонування віддавна критикують як інструмент расового та соціально-економічного виключення та сегрегації – передусім через вимоги про мінімальний розмір ділянки та сегрегацію землекористування, яку часом називають “екологічний расизм”. Ранні закони про зонування часто були расистськими відкрито.
Практики виключання залишаються поширеними у передмістях, що бажають виключити тих, кого вони вважають соціоекономічно чи етнічно небажаними. Наприклад, представники міста Баррінгтон Хіллз, штат Іллінойс, одного разу стверджували на офіційному засіданні, що вимога про мінімальну приватну ділянку в 5 акрів (20 тисяч квадратних метрів) допомагає “не пускати подонків”.

### Расова
Багато штатів США спершу створили відверто расові зонувальні закони. Втім, Верховний Суд США у 1917 році визначив, що такі закони суперечать правам власників (справа “Бачанен проти Ворлі”).
Багато штатів, міст та окремих людей відтоді намагалися повторно запровадити закони про житло та зонування на основі раси – але зрештою всі вони заперечувалися судами.
Законність дискримінації в наданні житла як громадськими, так і приватними закладами було припинено вже після боротьби чорношкірих за свої права в 1960-х роках, Статтею 8 Акту про громадянські права 1968 року.

### Доступність житла
Зонування також звинувачують в тому, що воно є основним чинником у дедалі швидшому подорожчанню житла в міських зонах. 
Одним із механізмів цього є зонування, яким багато приміських спільнот запроваджують дуже великі мінімальні ділянки для житла. Це виключає бідніших людей.
Такі великі ділянки також зміщують ринок у бік дорожчих будинків, ніж могли б бути збудовані в іншому випадку. У деяких спільнотах більше половини ціни житла становлять приховані кошти суворого зонувального регулювання.
Наприклад, ціле містечко Лос Альтос Хіллз, штат Каліфорнія (за винятком місцевого громадського коледжу й одного релігійного закладу) відведено під виключно житлове використання, з мінімальною ділянкою в один акр (4 тисячі квадратних метрів) та обмеженням в одне житло на ділянку. На початку 1970-х років суди визнали ці обмеження конституційними.
Це місто намагається відповідати вимогам про доступність житла, накладеним штатом, рахуючи другорядне житло (як-от гостьові будинки та мансарди) як доступне житло – а з 1989 року мешканцям також дозволили будувати так звані “хатики для бабусі”.